# 탐라중학교
탐라중학교(耽羅中學校)는 대한민국 제주특별자치도 제주시 아라이동에 있는 공립 중학교이다.

## 학교 연혁
- 2004년 11월 3일 : 가칭 "이도중학교" 설립 계획 인가(36학급 1,242명)
- 2010년 12월 29일 : 가칭 "이도중학교" 를 "탐라중학교" 로 교명 확정
- 2011년 3월 1일 : 탐라중학교 개교 및 초대 교장 조용옥 선생 취임
- 2011년 3월 3일 : 학교표석 제막 및 제1회 입학식 (452명)
- 2012년 3월 1일 : 과목중점형 교과교실제 운영(~2015.02.28)
- 2014년 2월 7일 : 제1회 졸업 총 457명(남 234명, 여 223명)
- 2021년 9월 1일 : 스마트누리실 (미래형 정보교실) 개관
- 2022년 3월 1일 : 도교육청 지정 학교폭력예방 연구학교 운영 ( ~ 2023. 02.28.)
- 2023년 9월 1일 : 제7대 교장 송계화 선생 부임
- 2025년 1월 9일 : 제12회 졸업식(267명) 졸업생 누계 3,906명
- 2025년 3월 4일 : 제15회 입학식(10학급 남 192명, 여 127명 총 319명)

## 참고 자료
- 탐라중학교 - 한국교육학술정보원 학교알리미